# イヴァン・アジッチ
イヴァン・アジッチ（セルビア語: Иван Аџић, ラテン文字転写: Ivan Adžić、1973年6月21日 - ）は、セルビア（旧ユーゴスラビア）の元サッカー選手。ポジションはミッドフィールダー。
息子のルカ・アジッチもサッカー選手である。

## 経歴
レッドスター・ベオグラードで1989年に16歳の若さでデビュー、1994-95シーズンにはキャプテンとしてリーグ優勝を果たした。

## タイトル

### レッドスター・ベオグラード
- ユーゴスラビア・プルヴァ・リーガ：1989-90, 1990-91, 1991-92
- ユーゴスラビア / セルビア・モンテネグロ・プルヴァ・リーガ：1994-95
- ユーゴスラビアカップ：1989-90
- ユーゴスラビア / セルビア・モンテネグロカップ：1992-93, 1994-95, 1995-96
- UEFAチャンピオンズカップ：1990-91
- インターコンチネンタルカップ：1991